# 菊地剣友会
菊地剣友会（きくちけんゆうかい）とは、テレビや舞台の殺陣師・アクション俳優が所属する団体である。

## 概要
殺陣師である菊地竜志が1963年に設立。テレビや舞台の立ち回りを担当するだけでなく、若手の育成にも努めている。その活動を評価され、1997（平成9年）度に社団法人日本演劇興行協会の助成金を受けている。
現在は一般向けの殺陣教室も開いている。

## 現在の所属者
- 目黒政博

この業界は、剣友会同士の人の貸し借り・助っ人も多いので、外部から正式なメンバーを把握するのは難しい。

## 過去の所属者
- 江花肇
- 上川敦子
- 長野弘